# Watson Lake
Watson Lake – miasto (ang. town) w Kanadzie, w południowo-wschodniej części Jukonu.

## Galeria

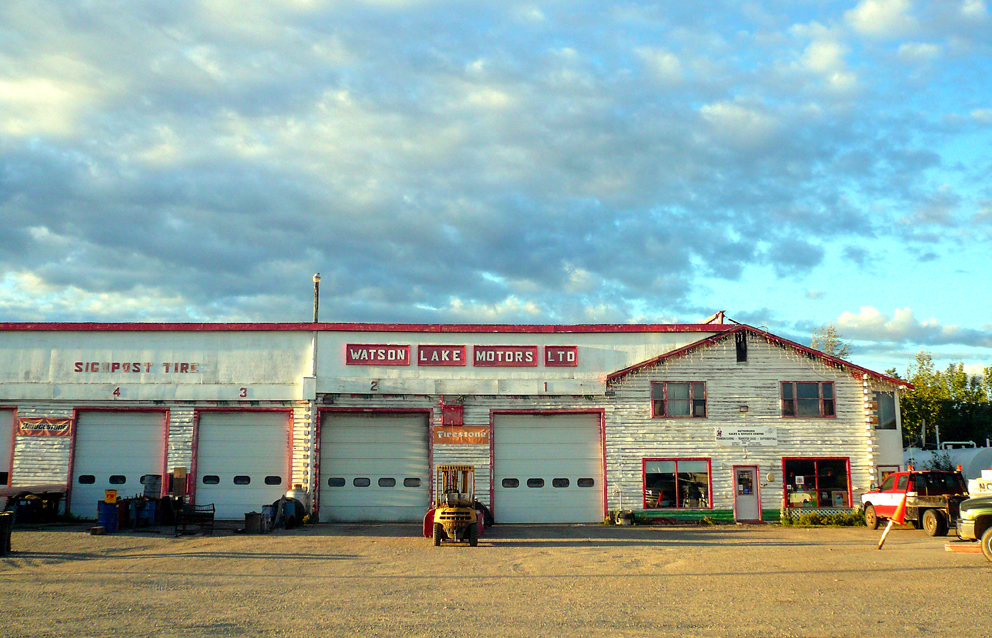
Watson Lake Motors
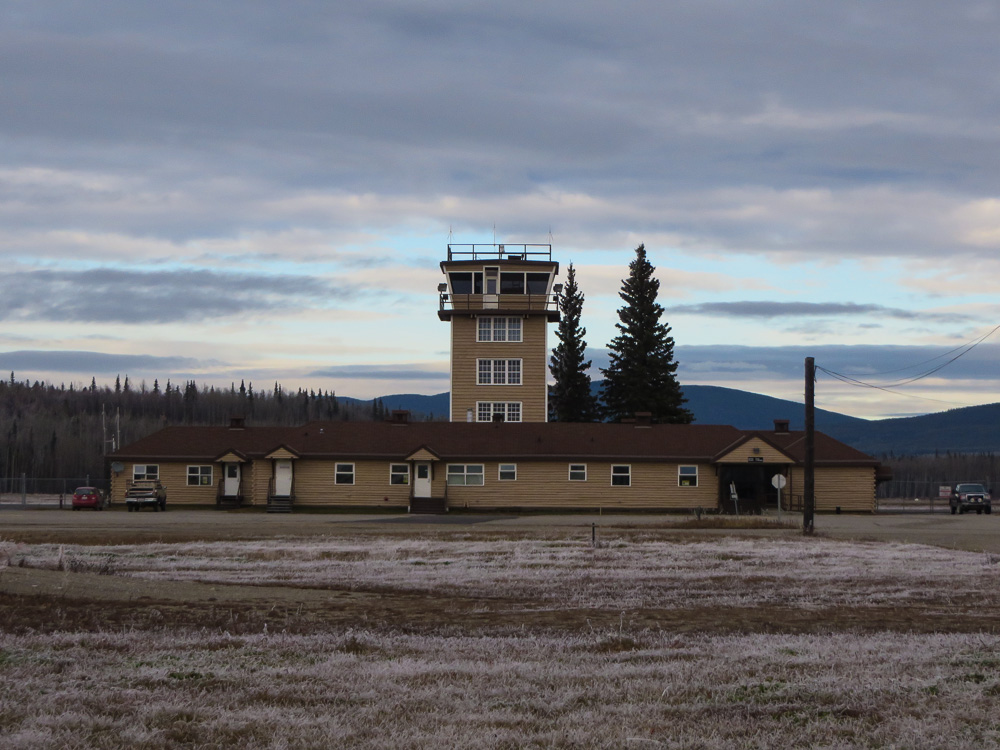
Terminal lotniczy